# دشت مخک
دشت مخک، روستایی از توابع بخش کردیان شهرستان جهرم در استان فارس ایران است. کاروانسرای مخک و آب‌انبار مخک در نزدیکی این روستا قرار دارند.

## جمعیت
این روستا در دهستان قطب‌آباد قرار دارد و براساس سرشماری مرکز آمار ایران در سال ۱۳۹۵، جمعیت آن صفر نفر بوده‌است.